# رايه علم الدين
رايه علم الدين (بالإنجليزية: Raya Meddine)‏ هي ممثلة أمريكية، ولدت في 1953.

## أعمال

### أفلام
- (2005) بوسطة
- (2010) الجنس والمدينة 2[3]

## وصلات خارجية
- رايه علم الدين على موقع IMDb (الإنجليزية)
- رايه علم الدين على موقع ألو سيني (الفرنسية)
- رايه علم الدين على موقع أول موفي (الإنجليزية)
- رايه علم الدين على موقع قاعدة بيانات الفيلم (الإنجليزية)